# Trond
Trond er et norsk drengenavn med oprindelse i de norrøne tilnavne Þróndr og Þrándr, der blev brugt om en person fra Trøndelag ("trønder"). Ordet þróndr kan have sammenhæng med verbet þroásk, som betyder «vokse» eller «trives». 

## Brug
Trond er et almindeligt navn i Norge, og bruges noget i Sverige, men er kun lidt udbredt i andre lande. Trond Erik og Trond Arne er almindelige sammensætninger af navnet. Navnet skrives også Tron, Tronn, Thron og Thrond. Drengenavnet Trand og pigenavnet Tronda er sjældne varianter af navnet.
Varianten Þrándur bruges på Island og Tróndur på Færøyene.
Tabellen nedenfor giver en detaljeret oversigt over populariteten til fornavnet Trond og varianter af dette i nogen af de lande, hvor statistik findes.
| Land             | Blandt landets befolkning | Blandt landets befolkning | Blandt landets befolkning | Blandt nyfødte | Blandt nyfødte | Blandt nyfødte | Blandt nyfødte |
| Land             | Antall                    | Procent                   | Rangering                 | Antal          | Procent        | Rangering      |                |
| ---------------- | ------------------------- | ------------------------- | ------------------------- | -------------- | -------------- | -------------- | -------------- |
| Norge            | 17.828 (2006)             | 0,76 %                    | 23.                       | 8 (2006)       | 0,03 %         | 343.           |                |
| Færøerne Tróndur | 86 (2006)                 | 0,37 %                    | 66.                       | 2 (2006)       | 0,63 %         | 36.            |                |
| Norge Tron       | 560 (2006)                | 0,02 %                    | 386.                      | - (2006)       | -              | (> 415.)       |                |
| Island Þrándur   | 18 (2004)                 | 0,01 %                    | –                         | - (2000-2004)  | -              | (> 98.)        |                |
| Sverige          | 212 (2006)                | 0,005 %                   | –                         | - (2006)       | -              | (> 100.)       |                |

Trond var blandt de mest populære navne på nyfødte drenge i Norge i perioden ca 1950–1980.
|                                                               |
| Historisk udvikling af populariteten af navnet Trond i Norge. |